# Wereldkampioenschappen atletiek junioren 2010

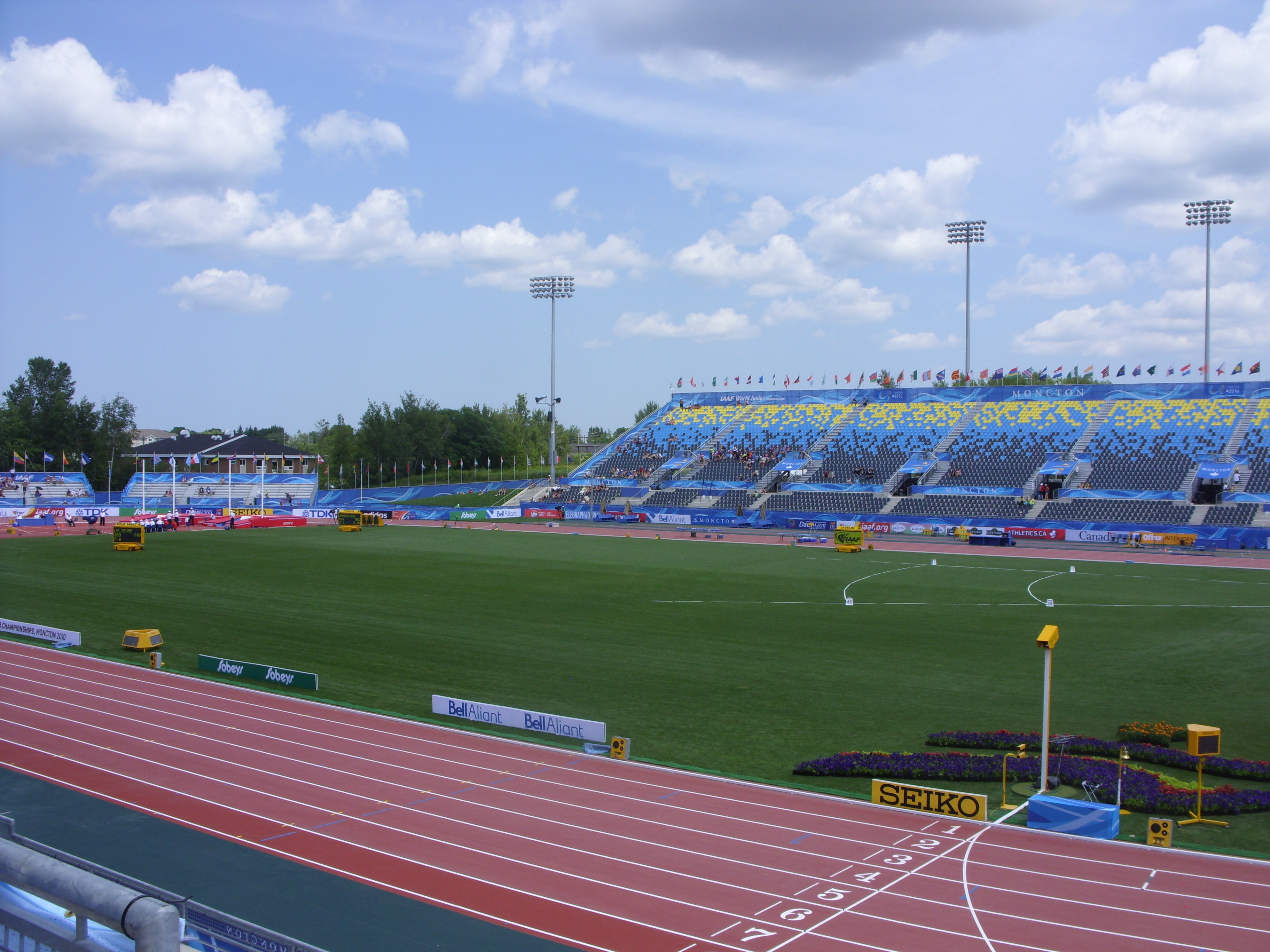
Moncton 2010 Stadium, waar het WK atletiek junioren 2010 gehouden werd

De 13de IAAF Wereldkampioenschappen atletiek voor junioren van 2010 werden in het Moncton 2010 Stadium van het Canadese Moncton gehouden van 19 tot en met 25 juli.

## Nederlandse delegatie
- Douwe Amels (Hoogspringen)
- Janice Babel (4 × 100 m estafette)
- Marloes Duijn (4 × 100 m estafette)
- Mark Jacobs (Verspringen)
- Pamela Kiel (Kogelstoten)
- Maureen Koster (1500 m)
- Loreanne Kuhurima (200 m, 4 × 100 m estafette)
- Eva Lubbers (4 × 100 m estafette)
- Sietske Noorman (Hoogspringen)
- Corinne Nugter (Discuswerpen, Kogelstoten)
- Eva Reinders (Kogelslingeren)
- Jamile Samuel (100 m, 200 m, 4 × 100 m estafette)
- Dafne Schippers (100 m, Zevenkamp, 4 × 100 m estafette)
- Lisanne Schol (Speerwerpen)
- Lars Timmerman (Speerwerpen)
- Jesper van der Wielen (5000 m)

## Belgische delegatie
- Pieter-Jan Buyens (4 × 100 m estafette)
- Frederik Claes (4 × 100 m estafette)
- Camilla De Bleecker (800 m)
- Aurélie De Ryck (Polsstokhoogspringen)
- Pieter De Rycke (4 × 100 m estafette)
- Sander Devrindt (4 × 100 m estafette)
- Sofie Gallein (3000 m steeplechase)
- Erwin Leysen (3000 m steeplechase)
- Tarik Moukrime (1500 m)
- Dries Peeters (110 m horden)
- Hanne Van Hessche (Hoogspringen)
- Dario Vanderveken (110 m horden)
- Zenobie Vangansbeke (1500 m)
- Stef Vanhaeren (400 m horden)
- Jeroen Vanmulder (Tienkamp)
- Julien Watrin (100 m, 200 m, 4 × 100 m estafette)

## Uitslagen

### 100 m
| Rang | Land | Atleet          | Tijd  |
| ---- | ---- | --------------- | ----- |
| 1    | JAM  | Dexter Lee      | 10,21 |
| 2    | USA  | Charles Silmon  | 10,23 |
| 3    | FRA  | Jimmy Vicaut    | 10,28 |
| 4    | USA  | Michael Granger | 10,32 |
| 5    | CAN  | Aaron Brown     | 10,48 |
| 6    | SKN  | Jason Rogers    | 10,49 |
| 7    | BEL  | Julien Watrin   | 10,56 |
| 8    | AUS  | Patrick Fakiye  | 10,62 |

| Rang | Land | Atlete          | Tijd  |
| ---- | ---- | --------------- | ----- |
| 1    | GBR  | Jodie Williams  | 11,40 |
| 2    | USA  | Takeia Pinckney | 11,49 |
| 3    | NED  | Jamile Samuel   | 11,56 |
| 4    | USA  | Ashton Purvis   | 11,60 |
| 5    | GER  | Leena Günther   | 11,67 |
| 6    | GER  | Tatjana Pinto   | 11,80 |
| 7    | CAN  | Loudia Laarman  | 11,81 |
| 8    | NGR  | Stella Silas    | 11,98 |

### 200 m
| Rang | Land | Atleet            | Tijd  |
| ---- | ---- | ----------------- | ----- |
| 1    | JPN  | Shota Iizuka      | 20,67 |
| 2    | BLR  | Aliaksandr Linnik | 20,89 |
| 3    | CAN  | Aaron Brown       | 21,00 |
| 4    | RSA  | Wayde van Niekerk | 21,02 |
| 5    | GER  | Robin Erewa       | 21,09 |
| 6    | TRI  | Moriba Morain     | 21,10 |
| 7    | CZE  | Pavel Maslák      | 21,13 |
| 8    | POL  | Mateusz Biegajło  | 21,47 |

| Rang | Land | Atlete          | Tijd  |
| ---- | ---- | --------------- | ----- |
| 1    | USA  | Stormy Kendrick | 22,99 |
| 2    | GBR  | Jodie Williams  | 23,19 |
| 3    | NED  | Jamile Samuel   | 23,27 |
| 4    | TRI  | Kai Selvon      | 23,58 |
| 5    | USA  | Ashton Purvis   | 23,62 |
| 6    | GBR  | Emily Diamond   | 23,65 |
| 7    | ISV  | Allison Peter   | 23,70 |
| 8    | JPN  | Kana Ichikawa   | 24,09 |

### 400 m
| Rang | Land | Atleet            | Tijd  |
| ---- | ---- | ----------------- | ----- |
| 1    | GRN  | Kirani James      | 45,89 |
| 2    | HUN  | Marcell Deák Nagy | 46,09 |
| 3    | USA  | Errol Nolan       | 46,36 |
| 4    | GER  | Marco Kaiser      | 46,79 |
| 5    | USA  | Joshua Mance      | 46,84 |
| 6    | DOM  | Luguelín Santos   | 46,90 |
| 7    | CAN  | Alistair Moona    | 47,38 |
| 8    | BOT  | Pako Seribe       | 48,07 |

| Rang | Land | Atlete            | Tijd  |
| ---- | ---- | ----------------- | ----- |
| 1    | BAH  | Shaunae Miller    | 52,52 |
| 2    | NGR  | Margaret Etim     | 53,05 |
| 3    | ROU  | Bianca Răzor      | 53,17 |
| 4    | USA  | Stacey-Ann Smith  | 53,42 |
| 5    | JAM  | Jody Ann Muir     | 53,42 |
| 6    | NGR  | Bukola Abogunloko | 53,74 |
| 7    | USA  | Regina George     | 53,83 |
| 8    | IVB  | Chantel Malone    | 53,91 |

### 800 m
| Rang | Land | Atleet                | Tijd    |
| ---- | ---- | --------------------- | ------- |
| 1    | KEN  | David Mutinda Mutua   | 1.46,41 |
| 2    | USA  | Casimir Loxsom        | 1.46,57 |
| 3    | USA  | Robby Andrews         | 1.47,00 |
| 4    | GBR  | Niall Brooks          | 1.47,02 |
| 5    | FRA  | Samir Dahmani         | 1.47,82 |
| 6    | KEN  | Dickson Kipsang Tuwei | 1.48,97 |
| 7    | QAT  | Mohamad Al-Garni      | 1.50,16 |
| 8    | FRA  | Pierre-Ambroise Bosse | 1.53,52 |

| Rang | Land | Atlete               | Tijd    |
| ---- | ---- | -------------------- | ------- |
| 1    | ROU  | Elena Mirela Lavric  | 2.01,85 |
| 2    | KEN  | Cherono Koech        | 2.02,29 |
| 3    | UGA  | Annet Negesa         | 2.02,51 |
| 4    | CUB  | Rose Mary Almanza    | 2.02,67 |
| 5    | USA  | Ajeé Wilson          | 2.04,18 |
| 6    | GER  | Corinna Harrer       | 2.04,28 |
| 7    | GBR  | Sarah Kelly          | 2.04,80 |
| 8    | RUS  | Jekaterina Zavjalova | 2.05,56 |

### 1500 m
| Rang | Land | Atleet                | Tijd    |
| ---- | ---- | --------------------- | ------- |
| 1    | KEN  | Caleb Mwangangi Ndiku | 3.37,30 |
| 2    | ALG  | Abderrahmane Anou     | 3.38,86 |
| 3    | QAT  | Mohamad Al-Garni      | 3.38,91 |
| 4    | MAR  | Mohamed Bensghir      | 3.39,97 |
| 5    | ESP  | Alberto Imedio        | 3.41,82 |
| 6    | GER  | Marcel Fehr           | 3.42,72 |
| 7    | MAR  | Othmane Laaroussi     | 3.43,75 |
| 8    | AUS  | Brett Robinson        | 3.44,06 |

| Rang | Land | Atlete               | Tijd    |
| ---- | ---- | -------------------- | ------- |
| 1    | ETH  | Tizita Bogale        | 4.08,06 |
| 2    | IRL  | Ciara Mageean        | 4.09,51 |
| 3    | KEN  | Nancy Chepkwemoi     | 4.11,04 |
| 4    | USA  | Jordan Hasay         | 4.13,95 |
| 5    | ROU  | Ioana Doaga          | 4.14,27 |
| 6    | GBR  | Laura Weightman      | 4.14,31 |
| 7    | KEN  | Nelly Chebet Ngeiywo | 4.18,50 |
| 8    | SRB  | Amela Terzic         | 4.19,03 |

### 5000 m/3000 m
| Rang | Land | Atleet               | Tijd     |
| ---- | ---- | -------------------- | -------- |
| 1    | KEN  | David Kiprotich Bett | 13.23,76 |
| 2    | KEN  | John Kipkoech        | 13.26,03 |
| 3    | MAR  | Aziz Lahbabi         | 13.28,92 |
| 4    | UGA  | Moses Kibet          | 13.36,59 |
| 5    | ETH  | Belete Assefa        | 13.42,10 |
| 6    | ETH  | Atsedu Tsegay        | 13.54,24 |
| 7    | JPN  | Kazuto Nishiike      | 13.54,33 |
| 8    | JPN  | Akinobu Murasawa     | 13.59,66 |

| Rang | Land | Atlete                     | Tijd    |
| ---- | ---- | -------------------------- | ------- |
| 1    | KEN  | Mercy Cherono              | 8.55,07 |
| 2    | ETH  | Emebet Anteneh             | 8.55,24 |
| 3    | AZE  | Layes Abdullayeva          | 8.55,33 |
| 4    | KEN  | Purity Cherotich Rionoripo | 8.56,91 |
| 5    | BRN  | Tejitu Daba                | 9.01,22 |
| 6    | ETH  | Genet Yalew                | 9.01,75 |
| 7    | AUT  | Jennifer Wenth             | 9.09,20 |
| 8    | NZL  | Hannah Newbould            | 9.15,68 |

### 10000 m/5000 m
| Rang | Land | Atleet                    | Tijd     |
| ---- | ---- | ------------------------- | -------- |
| 1    | KEN  | Dennis Chepkongin Masai   | 27.53,88 |
| 2    | ETH  | Gebretsadik Abraha        | 28.03,45 |
| 3    | KEN  | Paul Kipchumba Lonyangata | 28.14,55 |
| 4    | CAN  | Mohammed Ahmed            | 29.11,75 |
| 5    | NZL  | Aaron Pulford             | 29.14,23 |
| 6    | USA  | Parker Stinson            | 29.32,23 |
| 7    | IND  | Suresh Kumar              | 29.40,07 |
| 8    | JPN  | Suguru Osako              | 29.40,14 |

| Rang | Land | Atlete               | Tijd     |
| ---- | ---- | -------------------- | -------- |
| 1    | ETH  | Genzebe Dibaba       | 15.08,06 |
| 2    | KEN  | Mercy Cherono        | 15.09,19 |
| 3    | KEN  | Alice Aprot Nawowuna | 15.17,39 |
| 4    | BRN  | Tejitu Daba          | 15.29,78 |
| 5    | JPN  | Ayuko Suzuki         | 15.47,36 |
| 6    | USA  | Emily Sisson         | 15.48,91 |
| 7    | MEX  | Karla Diaz           | 15.56,12 |
| 8    | JPN  | Nanaka Izawa         | 15.59,29 |

### 110 m horden/100 m horden
| Rang | Land | Atleet                  | Tijd  |
| ---- | ---- | ----------------------- | ----- |
| 1    | FRA  | Pascal Martinot-Lagarde | 13,52 |
| 2    | NOR  | Vladimir Vukicevic      | 13,59 |
| 3    | GBR  | Jack Meredith           | 13,59 |
| 4    | AUS  | Sam Baines              | 13,62 |
| 5    | USA  | Caleb Cross             | 13,86 |
| 6    | AUS  | Mitchell Tysoe          | 13,87 |
| 7    | JPN  | Wataru Yazawa           | 13,88 |
| 8    | BAR  | Greggmar Swift          | 13,93 |

| Rang | Land | Atlete               | Tijd  |
| ---- | ---- | -------------------- | ----- |
| 1    | NOR  | Isabelle Pedersen    | 13,30 |
| 2    | GER  | Jenna Pletsch        | 13,35 |
| 3    | GER  | Miriam Hehl          | 13,46 |
| 4    | JAM  | Danielle Williams    | 13,46 |
| 5    | FIN  | Nooralotta Neziri    | 13,49 |
| 6    | USA  | Evonne Britton       | 13,50 |
| 7    | FRA  | Jessica Alcan        | 13,55 |
| 8    | IND  | Gayathri Govindharaj | 13,72 |

### 400 m horden
| Rang | Land | Atleet           | Tijd  |
| ---- | ---- | ---------------- | ----- |
| 1    | TRI  | Jehue Gordon     | 49,30 |
| 2    | JPN  | Takatoshi Abe    | 49,46 |
| 3    | ISV  | Leslie Murray    | 50,22 |
| 4    | GER  | Varg Königsmark  | 50,47 |
| 5    | GBR  | Jack Green       | 50,49 |
| 6    | BEL  | Stef Vanhaeren   | 50,99 |
| 7    | SRB  | Emir Bekric      | 51,06 |
| 8    | KEN  | Boniface Mucheru | 52,16 |

| Rang | Land | Atlete              | Tijd    |
| ---- | ---- | ------------------- | ------- |
| 1    | BLR  | Katsiaryna Artsiukh | 56,16   |
| 2    | RUS  | Vera Rudakova       | 57,16   |
| 3    | USA  | Evonne Britton      | 57,32   |
| 4    | JPN  | Shiori Miki         | 57,35   |
| 5    | GER  | Lisa Hofmann        | 57,74   |
| 6    | JAM  | Ristananna Tracey   | 57,77   |
| 7    | CAN  | Kelsey Balkwill     | 57,94   |
| 8    | USA  | Cristina Holland    | 1.00,12 |

### 3000 m steeplechase
| Rang | Land | Atleet              | Tijd    |
| ---- | ---- | ------------------- | ------- |
| 1    | KEN  | Jonathan Muia Ndiku | 8.23,48 |
| 2    | KEN  | Albert Kiptoo Yator | 8.33,55 |
| 3    | UGA  | Jacob Araptany      | 8.37,02 |
| 4    | ESP  | Abdelaziz Merzougui | 8.40,08 |
| 5    | ETH  | Desta Alemu         | 8.44,07 |
| 6    | ITA  | Francois Marzetta   | 8.52,10 |
| 7    | FRA  | Tanguy Pepiot       | 8.52,46 |
| 8    | ETH  | Afewerk Mesfin      | 8.54,84 |

| Rang | Land | Atlete                 | Tijd     |
| ---- | ---- | ---------------------- | -------- |
| 1    | KEN  | Purity Cherotich Kirui | 9.36,34  |
| 2    | ETH  | Birtukan Adamu         | 9.43,23  |
| 3    | KEN  | Lucia Kamene Muangi    | 9.43,71  |
| 4    | GER  | Gesa Felicitas Krause  | 9.47,78  |
| 5    | ETH  | Almaz Ayana            | 9.48,08  |
| 6    | CAN  | Geneviève Lalonde      | 9.57,74  |
| 7    | ITA  | Giulia Martinelli      | 10.05,43 |
| 8    | ESP  | Estefanía Tobal        | 10.09,66 |

### 4 × 100 m estafette
| Rang | Land | Atleet                                                                   | Tijd  |
| ---- | ---- | ------------------------------------------------------------------------ | ----- |
| 1    | USA  | Michael Granger Charles Silmon Eric Harris Oliver Bradwell               | 38,93 |
| 2    | JAM  | Brandon Tomlinson Bernardo Brady Odane Skeen Dexter Lee                  | 39,55 |
| 3    | TRI  | Jamol James Sabian Cox Moriba Morain Shermund Allsop                     | 39,72 |
| 4    | JPN  | Takumi Kuki Ryo Onabuta Jun Kimura Shota Iizuka                          | 39,89 |
| 5    | GER  | Roy Schmidt Robin Erewa Florian Hübner Felix Gehne                       | 39,97 |
| 6    | THA  | Jirapong Meenapra Tossaporn Boonhan Weerawat Pharueang Suppachai Chimdee | 40,26 |
|      | NGR  | Jonathan Nmaju Elvis Ukale Ayobami Oyebiyi Salihu Isah                   | DQ    |
|      | GBR  | Jordan Huggins Daniel Talbot Deji Tobais Kieran Showler-Davis            | DNF   |

| Rang | Land | Atlete                                                               | Tijd  |
| ---- | ---- | -------------------------------------------------------------------- | ----- |
| 1    | USA  | Stormy Kendrick Takeia Pinckney Dezerea Bryant Ashley Collier        | 43,44 |
| 2    | GER  | Nadja Bahl Leena Günther Tatjana Pinto Stefanie Pähler               | 43,74 |
| 3    | NED  | Dafne Schippers Loreanne Kuhurima Eva Lubbers Jamile Samuel          | 44,09 |
| 4    | JAM  | Seidatha Palmer Deandre Whitehorne Diandra Gilbert Danielle Williams | 44,24 |
| 5    | NGR  | Nkiruka Florence Uwakwe Bukola Abogunloko Margaret Etim Stella Silas | 44,84 |
| 6    | CAN  | Crystal Emmanuel Janelle Bell-Spence Leah Walkeden Loudia Laarman    | 44,84 |
| 7    | AUS  | Rosie Lawson Ella Nelson Karlie Morton Caitlin Sargent               | 45,57 |
|      | GBR  | Rebekah Wilson Jodie Williams Emily Diamond Shaunna Thompson         | DNF   |

### 4 × 400 m estafette
| Rang | Land | Atleet                                                                | Tijd    |
| ---- | ---- | --------------------------------------------------------------------- | ------- |
| 1    | USA  | Joshua Mance Errol Nolan David Verburg Michael Berry                  | 3.04,76 |
| 2    | NGR  | Japhet Samuel Tobi Ogunmola Jonathan Nmaju Salihu Isah                | 3.06,36 |
| 3    | GBR  | Nathan Wake Dan Putnam Sebastian Rodger Jack Green                    | 3.06,49 |
| 4    | JAM  | Demar Murray Javere Bell Jermaine Gayle Dwayne Extol                  | 3.07,36 |
| 5    | JPN  | Keitaro Sato Jun Kimura Junki Yanagisawa Takatoshi Abe                | 3.07,94 |
| 6    | GER  | Marco Kaiser Varg Königsmark Philipp Kleemann Tobias Giehl            | 3.09,08 |
| 7    | BOT  | Thapelo Ketlogetswe Daniel Lagamang Opadile Merafe Pako Seribe        | 3.10,74 |
| 8    | POL  | Mateusz Zagórski Tomasz Kwiatkowski Radoslaw Cichon Mateusz Fórmanski | 3.11,80 |

| Rang | Land | Atlete                                                                   | Tijd    |
| ---- | ---- | ------------------------------------------------------------------------ | ------- |
| 1    | USA  | Diamond Dixon Stacey-Ann Smith Laura Roesler Regina George               | 3.31,20 |
| 2    | NGR  | Nkiruka Florence Uwakwe Bukola Abogunloko Chizoba Okodogbe Margaret Etim | 3.31,84 |
| 3    | JAM  | Jody Ann Muir Janieve Russell Natoya Goule Chris-Ann Gordon              | 3.32,24 |
| 4    | BAH  | Rashan Brown Amara Jones Katrina Seymour Shaunae Miller                  | 3.33,43 |
| 5    | CAN  | Katherine Reid Annie Leblanc Carly Paracholski Chanice Chase             | 3.35,08 |
| 6    | RUS  | Alisa Matyash Vera Rudakova Ayvika Malanova Maria Lebedeva               | 3.36,94 |
| 7    | GER  | Lisa Hofmann Julia Schaefers Lena Menzel Christina Zwirner               | 3.40,29 |
| 8    | POL  | Magdalena Gorzkowska Malgorzata Holub Joanna Józwik Martyna Opon         | 3.42,70 |

### Hoogspringen
| Rang | Land | Atleet              | Hoogte |
| ---- | ---- | ------------------- | ------ |
| 1    | QAT  | Mutaz Essa Barshim  | 2,30   |
| 2    | USA  | David Smith         | 2,24   |
| 3    | JPN  | Naoto Tobe          | 2,21   |
| 4    | RUS  | Nikita Anishchenkov | 2,21   |
| 5    | CHN  | Qichao Jin          | 2,21   |
| 6    | MEX  | Edgar Rivera        | 2,17   |
| 7    | ARG  | Carlos Layoy        | 2,17   |
| 8    | POL  | Jaroslaw Rutkowski  | 2,17   |

| Rang | Land | Atlete              | Hoogte |
| ---- | ---- | ------------------- | ------ |
| 1    | MNE  | Marija Vukovic      | 1,91   |
| 2    | LTU  | Airiné Palšyté      | 1,89   |
| 3    | ITA  | Elena Vallortigara  | 1,89   |
| 4    | BEL  | Hanne Van Hessche   | 1,86   |
| 5    | USA  | Hannah Willms       | 1,82   |
| 6    | NED  | Sietske Noorman     | 1,82   |
| 7    | SWE  | Victoria Dronsfield | 1,78   |
| 8    | AUS  | Amy Pejkovic        | 1,78   |

### Polsstokhoogspringen
| Rang | Land | Atleet           | Hoogte |
| ---- | ---- | ---------------- | ------ |
| 1    | RUS  | Anton Ivakin     | 5,50   |
| 2    | ITA  | Claudio Stecchi  | 5,40   |
| 3    | GBR  | Andrew Sutcliffe | 5,35   |
| 4    | POL  | Robert Sobera    | 5,30   |
| 5    | GER  | Tom Konrad       | 5,20   |
| 6    | LAT  | Pauls Pujats     | 5,10   |
| 7    | UKR  | Vitaliy Tsepilov | 5,00   |
| 7    | USA  | Kyle Ballew      | 5,00   |

| Rang | Land | Atlete                | Hoogte |
| ---- | ---- | --------------------- | ------ |
| 1    | SWE  | Angelica Bengtsson    | 4,25   |
| 2    | GER  | Victoria von Eynatten | 4,20   |
| 3    | GBR  | Holly Bleasdale       | 4,15   |
| 4    | RUS  | Anzjelika Sidorova    | 4,05   |
| 5    | SLO  | Sara Bercan           | 4,05   |
| 6    | GER  | Caroline Hasse        | 3,95   |
| 7    | USA  | Kelsie Ahbe           | 3,95   |
| 8    | USA  | Shade Weygandt        | 3,95   |

### Verspringen
| Rang | Land | Atleet                | Afstand |
| ---- | ---- | --------------------- | ------- |
| 1    | RSA  | Luvo Manyonga         | 7,99    |
| 2    | ESP  | Eusebio Cáceres       | 7,90    |
| 3    | CAN  | Taylor Stewart        | 7,63    |
| 4    | BRA  | Caio Cézar dos Santos | 7,53    |
| 5    | PAN  | Jhamal Bowen          | 7,49    |
| 6    | USA  | Justin Hunter         | 7,47    |
| 7    | TPE  | Ching-Hsuan Lin       | 7,43    |
| 8    | IND  | Ankit Sharma          | 7,40    |

| Rang | Land | Atlete                     | Afstand |
| ---- | ---- | -------------------------- | ------- |
| 1    | CUB  | Irisdaymi Herrera          | 6,41    |
| 2    | CHN  | Wupin Wang                 | 6,23    |
| 3    | UKR  | Marharyta Tverdohlib       | 6,20    |
| 4    | IVB  | Chantel Malone             | 6,17    |
| 5    | UKR  | Anna Yermakova             | 6,06    |
| 6    | AUS  | Brooke Stratton            | 6,05    |
| 7    | AUT  | Marina Kraushofer          | 6,04    |
| 8    | ISL  | Sveinbjörg Zophoníasdóttir | 5,94    |

### Hink-stap-springen
| Rang | Land | Atleet           | Afstand |
| ---- | ---- | ---------------- | ------- |
| 1    | RUS  | Aleksej Fjodorov | 16,68   |
| 2    | CUB  | Ernesto Revé     | 16,47   |
| 3    | USA  | Omar Craddock    | 16,23   |
| 4    | ROU  | Alexandru Baciu  | 16,18   |
| 5    | ITA  | Andrea Chiari    | 16,13   |
| 6    | RUS  | Yuriy Kovalev    | 15,96   |
| 7    | CHN  | Zhongwei Xia     | 15,96   |
| 8    | USA  | Marquis Dendy    | 15,53   |

| Rang | Land | Atlete               | Afstand |
| ---- | ---- | -------------------- | ------- |
| 1    | CUB  | Dailenys Alcántara   | 14,09   |
| 2    | GBR  | Laura Samuel         | 13,75   |
| 3    | CHN  | Lina Deng            | 13,72   |
| 4    | UZB  | Valeriya Kanatova    | 13,68   |
| 5    | SLO  | Maja Bratkic         | 13,65   |
| 6    | IND  | Gayathri Govindharaj | 13,29   |
| 7    | FIN  | Kristiina Mäkelä     | 13,26   |
| 8    | GER  | Neele Eckhardt       | 12,91   |

### Kogelstoten
| Rang | Land | Atleet               | Afstand |
| ---- | ---- | -------------------- | ------- |
| 1    | NZL  | Jacko Gill           | 20,76   |
| 2    | SRB  | Božidar Antunovic    | 20,20   |
| 3    | CHN  | Yongheng Ding        | 20,14   |
| 4    | USA  | Nicholas Vena        | 19,72   |
| 5    | CHN  | Meng Li              | 19,17   |
| 6    | AUT  | Lukas Weisshaidinger | 19,03   |
| 7    | BRA  | Darlan Romani        | 18,58   |
| 8    | FRA  | Frédéric Dagee       | 18,49   |

| Rang | Land | Atlete            | Afstand |
| ---- | ---- | ----------------- | ------- |
| 1    | BRA  | Geisa Arcanjo     | 17,02   |
| 2    | CHN  | Qianqian Meng     | 16,94   |
| 3    | CHN  | Shuang Cui        | 16,13   |
| 4    | RUS  | Evgeniya Smirnova | 15,75   |
| 5    | SAM  | Margaret Satupai  | 15,62   |
| 6    | NED  | Pamela Kiel       | 15,56   |
| 7    | USA  | Brittany Smith    | 15,47   |
| 8    | POL  | Paulina Guba      | 15,20   |

### Discuswerpen
| Rang | Land | Atleet            | Afstand |
| ---- | ---- | ----------------- | ------- |
| 1    | LTU  | Andrius Gudžius   | 63,78   |
| 2    | ROU  | Andrei Gag        | 61,85   |
| 3    | AUS  | Julian Wruck      | 61,09   |
| 4    | UKR  | Mykyta Nesterenko | 60,54   |
| 5    | JAM  | Chad Wright       | 60,33   |
| 6    | GBR  | Lawrence Okoye    | 59,77   |
| 7    | JAM  | Traves Smikle     | 59,59   |
| 8    | GER  | Michael Salzer    | 59,51   |

| Rang | Land | Atlete            | Afstand |
| ---- | ---- | ----------------- | ------- |
| 1    | CUB  | Yaimé Pérez       | 56,01   |
| 2    | USA  | Erin Pendleton    | 54,96   |
| 3    | UKR  | Yuliya Kurylo     | 53,96   |
| 4    | AUS  | Kimberley Mulhall | 53,77   |
| 5    | POR  | Irina Rodrigues   | 52,75   |
| 6    | FRA  | Anaïs Marcadet    | 52,65   |
| 7    | SAM  | Margaret Satupai  | 51,31   |
| 8    | FRA  | Lucie Catouillart | 50,13   |

### Kogelslingeren
| Rang | Land | Atleet               | Afstand |
| ---- | ---- | -------------------- | ------- |
| 1    | USA  | Conor McCullough     | 80,79   |
| 2    | HUN  | Ákos Hudi            | 78,37   |
| 3    | EGY  | Alaa El-Din El-Ashry | 76,66   |
| 4    | POL  | Bartłomiej Krupa     | 74,43   |
| 5    | HUN  | Dániel Szabó         | 74,41   |
| 6    | BLR  | Pavel Bareisha       | 73,23   |
| 7    | FRA  | Quentin Bigot        | 71,51   |
| 8    | GER  | Paul Hützen          | 67,22   |

| Rang | Land | Atlete         | Afstand |
| ---- | ---- | -------------- | ------- |
| 1    | GBR  | Sophie Hitchon | 66,01   |
| 2    | SLO  | Barbara Špiler | 65,28   |
| 3    | CHN  | Zhang Li       | 63,96   |
| 4    | CHN  | Wang Yingying  | 59,43   |
| 5    | FIN  | Jenni Penttilä | 59,01   |
| 6    | NZL  | Ayla Gill      | 57,28   |
| 7    | ITA  | Elisa Magni    | 56,87   |
| 8    | FIN  | Elina Uustalo  | 56,73   |

### Speerwerpen
| Rang | Land | Atleet             | Afstand |
| ---- | ---- | ------------------ | ------- |
| 1    | GER  | Till Wöschler      | 82,52   |
| 2    | JPN  | Genki Dean         | 76,44   |
| 3    | RUS  | Dmitri Tarabin     | 76,42   |
| 4    | NED  | Lars Timmerman     | 75,66   |
| 5    | USA  | Joseph Zimmerman   | 74,64   |
| 6    | RSA  | Rocco van Rooyen   | 74,13   |
| 7    | LAT  | Zigismunds Sirmais | 73,38   |
| 8    | TPE  | Cheng Chao-Tsun    | 71,58   |

| Rang | Land | Atlete            | Afstand |
| ---- | ---- | ----------------- | ------- |
| 1    | FIN  | Sanni Utriainen   | 56,69   |
| 2    | LAT  | Lina Muze         | 56,64   |
| 3    | RSA  | Tazmin Brits      | 54,55   |
| 4    | COL  | María Murillo     | 54,44   |
| 5    | BRA  | Rafaela Gonçalves | 53,29   |
| 6    | CUB  | Lismania Muñoz    | 52,87   |
| 7    | UKR  | Hanna Habina      | 50,70   |
| 8    | USA  | Allison Updike    | 50,08   |

### Tienkamp/Zevenkamp
| Rang | Land | Atleet              | Punten |
| ---- | ---- | ------------------- | ------ |
| 1    | FRA  | Kévin Mayer         | 7928   |
| 2    | RUS  | Ilya Shkurenev      | 7830   |
| 3    | SWE  | Marcus Nilsson      | 7751   |
| 4    | GBR  | David Guest         | 7691   |
| 5    | CUB  | José Angel Mendieta | 7677   |
| 6    | GER  | Kai Kazmirek        | 7638   |
| 7    | FRA  | Jérémy Leliévre     | 7568   |
| 8    | SWE  | Petter Olson        | 7515   |

| Rang | Land | Atlete                         | Punten |
| ---- | ---- | ------------------------------ | ------ |
| 1    | NED  | Dafne Schippers                | 5967   |
| 2    | GER  | Sara Gambetta                  | 5770   |
| 3    | ISL  | Helga Margrét Thorsteinsdóttir | 5706   |
| 4    | EST  | Grete Šadeiko                  | 5705   |
| 5    | GER  | Tilia Udelhoven                | 5677   |
| 6    | LAT  | Laura Ikauniece                | 5618   |
| 7    | HUN  | Xénia Krizsán                  | 5594   |
| 8    | EST  | Linda Treiel                   | 5453   |

### 10 km snelwandelen
| Rang | Land | Atleet           | Tijd     |
| ---- | ---- | ---------------- | -------- |
| 1    | RUS  | Valery Filipchuk | 40.43,17 |
| 2    | CHN  | Zelin Cai        | 40.43,59 |
| 3    | RUS  | Petr Bogatyrev   | 40.50,37 |
| 4    | BRA  | Caio Bonfim      | 41.32,28 |
| 5    | AUS  | Dane Bird-Smith  | 41.32,36 |
| 6    | MEX  | Ever Palma       | 41.34,92 |
| 7    | USA  | Trevor Barron    | 41.50,29 |
| 8    | MEX  | Erwin González   | 41.58,67 |

| Rang | Land | Atlete              | Tijd     |
| ---- | ---- | ------------------- | -------- |
| 1    | RUS  | Jelena Lasjmanova   | 44.11,90 |
| 2    | RUS  | Anna Lukyanova      | 44.17,98 |
| 3    | JPN  | Kumiko Okada        | 45.56,15 |
| 4    | CHN  | Qin He              | 46.08,36 |
| 5    | ITA  | Antonella Palmisano | 46.08,57 |
| 6    | JPN  | Chiaki Asada        | 46.39,93 |
| 7    | CHN  | Jing Zhao           | 46.54,90 |
| 8    | AUS  | Regan Lamble        | 47.55,67 |

## Medaillespiegel
| Plaats | Land                        | Goud | Zilver | Brons | Totaal |
| 1      | Kenia                       | 7    | 4      | 4     | 15     |
| 2      | Verenigde Staten            | 6    | 5      | 4     | 15     |
| 3      | Rusland                     | 4    | 3      | 2     | 9      |
| 4      | Cuba                        | 3    | 1      | 0     | 4      |
| 5      | Ethiopië                    | 2    | 3      | 0     | 5      |
| 6      | Verenigd Koninkrijk         | 2    | 2      | 4     | 8      |
| 7      | Frankrijk                   | 2    | 0      | 1     | 3      |
| 8      | Duitsland                   | 1    | 4      | 1     | 6      |
| 9      | Japan                       | 1    | 2      | 2     | 5      |
| 10     | Jamaica                     | 1    | 1      | 1     | 3      |
| 10     | Roemenië                    | 1    | 1      | 1     | 3      |
| 12     | Litouwen                    | 1    | 1      | 0     | 2      |
| 12     | Noorwegen                   | 1    | 1      | 0     | 2      |
| 12     | Wit-Rusland                 | 1    | 1      | 0     | 2      |
| 15     | Nederland                   | 1    | 0      | 3     | 4      |
| 16     | Qatar                       | 1    | 0      | 1     | 2      |
| 16     | Trinidad en Tobago          | 1    | 0      | 1     | 2      |
| 16     | Zweden                      | 1    | 0      | 1     | 2      |
| 16     | Zuid-Afrika                 | 1    | 0      | 1     | 2      |
| 20     | Bahama's                    | 1    | 0      | 0     | 1      |
| 20     | Brazilië                    | 1    | 0      | 0     | 1      |
| 20     | Finland                     | 1    | 0      | 0     | 1      |
| 20     | Grenada                     | 1    | 0      | 0     | 1      |
| 20     | Montenegro                  | 1    | 0      | 0     | 1      |
| 20     | Nieuw-Zeeland               | 1    | 0      | 0     | 1      |
| 26     | China                       | 0    | 3      | 4     | 7      |
| 27     | Nigeria                     | 0    | 3      | 0     | 3      |
| 28     | Hongarije                   | 0    | 2      | 0     | 2      |
| 29     | Italië                      | 0    | 1      | 1     | 2      |
| 30     | Algerije                    | 0    | 1      | 0     | 1      |
| 30     | Ierland                     | 0    | 1      | 0     | 1      |
| 30     | Letland                     | 0    | 1      | 0     | 1      |
| 30     | Servië                      | 0    | 1      | 0     | 1      |
| 30     | Slovenië                    | 0    | 1      | 0     | 1      |
| 30     | Spanje                      | 0    | 1      | 0     | 1      |
| 36     | Canada                      | 0    | 0      | 2     | 2      |
| 36     | Oeganda                     | 0    | 0      | 2     | 2      |
| 36     | Oekraïne                    | 0    | 0      | 2     | 2      |
| 39     | Amerikaanse Maagdeneilanden | 0    | 0      | 1     | 1      |
| 39     | Australië                   | 0    | 0      | 1     | 1      |
| 39     | Azerbeidzjan                | 0    | 0      | 1     | 1      |
| 39     | Egypte                      | 0    | 0      | 1     | 1      |
| 39     | Marokko                     | 0    | 0      | 1     | 1      |
| 39     | IJsland                     | 0    | 0      | 1     | 1      |
| Totaal | Totaal                      | 44   | 44     | 44    | 132    |